# Heize
Jang Da-hye  (Korejsko 장다혜) *9. avgust 1991, znana pod odrskim imenom Heize, južnokorejska pevka, raperka, piska pesmi in skladateljica pri založbi.

Po prvenstvenem istoimenskem EP-ju Heize leta 2014 je požela pozornost, ko je nastopila v drugi sezoni južnokorejskega resničnostnega šova Unpretty Rapstar.

## Kariera

### 2014–danes: Solo kariera
Heize je debitirala leta 2014 z istonaslovljenim  EP-jem Heize s šestimi pesmimi. Tekmovala je v raperskem resničnostem šovu Unpretty Rapstar TV programa Mnet, a je izpadla v polfinalu. Kljub temu je z nastopom pritegnila pozornost na svojo pevsko kariero.
Drugi EP And July je izšel leta 2016 in zasedel 34. mesto na južnokorejski glasbeni lestvici Gaon Music Chart. Oba singla, "And July" in "Shut Up & Groove", sta zaporedoma zasedla 8. oziroma 27. mesto na korejski nacionalni lestvici,  "Shut Up & Groove" pa je kotiral tudi na Billboardovi lestvici.
Heize je decembra 2016 izdala digitalin singl "Star" in z njim osvojila "All-Kill", ko je pesem osvojila prvo mesto na vseh korejskih real-time lestvicah. Tretji EP, /// (You, Clouds, Rain) (2017), in njegova glavna singla "Don't Know You" in "You, Clouds, Rain" so postali uspešnice – osvojili so "All-Kill" in se zavihteli na vrh lestvice Gaon Digital Chart.
Četrti EP, Wind (alternativno poimenovan Wish & Wind), je izšel 8. marca 2018. Prejel je pozitivne odzive, glavna singla pa sta osvojila prva mesta lestvic. 19. marca 2019 je sledil prvi studijski album ‘’She’s Fine’’ z istoimenskim glavnim singlom.

## Diskografija

### Studijski albumi
| She's Fine | - Izdano: 19. marec 2019 - Založba: Stone Music Entertainment - Format: zgoščenka, digitalno nalaganje Pesmi 1. She's Fine (Her Fine Weather) 2. So, it ends? (그러니까) (s Colde) 3. No reason (이유) 4. Dispatch (s Simon Dominic) 5. Hitch Hiding (숨고 싶어요) (s Sunwoo Jung-a) 6. But, i am your Buddy (Buddy) (z DAVII) 7. Umbrella Calls for Rain (문득 그런 생각이 들어) (z nafla) 8. Tree Only Look at You (너의 나무) (z Jooyoung) 9. Doobling (knock sir) 10. E.T 11. E.T's letter (empty ver.) (숨겨둔 편지(empty ver.)) | colspan="3" Predloga:TBA |

### EP-ji
| Naslov                                                               | Informacije | Lestvice | Lestvice | Prodaja      |
| Naslov                                                               | Informacije | KOR      | US World | Prodaja      |
| -------------------------------------------------------------------- | --- | -------- | -------- | ------------ |
| Heize                                                                | - Izdano: 21. marec 2014 - Založba: NHN Entertainment - Format: zgoščenka, digitalno nalaganje Pesmi 1. Maktoob 2. Even the little club (클럽이라도 좀 가) 3. I Know (알고 있어) 4. After I've Wandered A Bit (조금만 더 방황 하고) s Crucial Star 5. Even the little club (클럽 이라도 좀 가) instrumentalna 6. I Know (알고 있어) instrumentalna | —        | —        | N/A          |
| And July                                                             | - Izdano: 18. julij 2016 - Založba: CJ E&M Music - Format: zgoščenka, digitalno nalaganje Pesmi 1. And July (z DEANom & DJ Friz) 2. Underwater 3. No Way 4. Shut Up & Groove (z DEANom) 5. Skit: Rainy Day 6. 돌아 오지마 (Do not Come Back) (akustična verzija)                                                                                   | 34       | —        | - KOR: 1.891 |
| /// (You, Clouds, Rain)                                              | - Izdano: 26. junij 2017 - Založba: CJ E&M Music - Format: zgoščenka, digitalno nalaganje Pesmi 1. Don't Know You 2. Dark Clouds (z nafla) 3. Raining With You 4. You, Clouds, Rain (s Shin Yong-jae) 5. Star (Rain Ver.) | 17       | 12       | - KOR: 5.194 |
| Wind                                                                 | - Izdano: 8. marec 2018 - Založba: CJ E&M Music - Format: zgoščenka, digitalno nalaganje Pesmi 1. Jenga (z Gaeko) 2. But, Are You? (괜찮냐고) 3. Didn't Know Me (내가 더 나빠) 4. Wish You Well (z Davii) 5. Wind (바람) 6. Mianhae | 12       | 9        | - KOR: 4.683 |
| "—" delo v tej državi ni bilo izdano oz. se ni uvrstilo na lestvice. | |          |          |              |

### Singli
| Naslov                                                               | Leto             | Lestvice         | Lestvice         | Prodaja             | Album                    |
| Naslov                                                               | Leto             | KOR              | US World         | Prodaja             | Album                    |
| Kot glavna pevka                                                     | Kot glavna pevka | Kot glavna pevka | Kot glavna pevka | Kot glavna pevka    | Kot glavna pevka         |
| -------------------------------------------------------------------- | ---------------- | ---------------- | ---------------- | ------------------- | ------------------------ |
| "After I've Wandered a Bit" (featuring Crucial Star)                 | 2014             | —                | —                |                     | Heize                    |
| "Even the Little Club"                                               | 2014             | —                | —                |                     | Heize                    |
| "My Boyfriend Says Thank You"                                        | 2015             | —                | —                |                     | Izvenalbumski singli     |
| "Sweet Pume Pume" (z Monokim)                                        | 2015             | —                | —                |                     | Izvenalbumski singli     |
| "Don't Come Back" (z Junhyung)                                       | 2016             | 11               | —                | - KOR: 2.500.000    | Izvenalbumski singli     |
| "Shut Up & Groove" (z DEANom)                                        | 2016             | 27               | 24               | - KOR: 264.326      | And July                 |
| "And July" (z DEANom & DJ Fritz)                                     | 2016             | 8                | —                | - KOR: 766.749      | And July                 |
| "Star (저 별)"                                                       | 2016             | 1                | —                | - KOR: 1.408.113    | Izvenalbumski single     |
| "Don't Know You"                                                     | 2017             | 1                | —                | - KOR: 1.367.798    | /// (You, Clouds, Rain)  |
| "You, Clouds, Rain" (s Shin Yong-jae)                                | 2017             | 1                | —                | - KOR: 2.500.000    | /// (You, Clouds, Rain)  |
| "In the Time Spent With You"                                         | 2017             | 37               | —                | - KOR: 82.056       | Izvenalbumski singl      |
| "Jenga" (z Gaeko)                                                    | 2018             | 3                | —                | N/A                 | Wind                     |
| "Didn't Know Me"                                                     | 2018             | 6                | —                | N/A                 | Wind                     |
| "First Sight"                                                        | 2018             | 3                | —                | N/A                 | Izvenalbumski singl      |
| "Run to You" (오롯이; Orosi)                                         | 2019             | 53               | —                | N/A                 |                          |
| "She's Fine"                                                         | 2019             | 9                | —                | She's Fine          |                          |
| "We Don’t Talk Together” (z Giriboyem) [prod. Suga]                  | 2019             | Predloga:TBA     | Predloga:TBA     | Izvenalbumski singl |                          |
| Kot sodelujoča                                                       |                  |                  |                  |                     |                          |
| "Chilin'" (Crucial Star s Fana & Heize)                              | 2013             | —                | —                | N/A                 | Drawing #2: A Better Man |
| "Hug Me" (Hyobin s Heize)                                            | 2014             | —                | —                | N/A                 | Izvenalbumski singli     |
| "Blind Date" (Vanilla Acoustic s Heize)                              | 2016             | —                | —                | N/A                 | Izvenalbumski singli     |
| "Navigation" (Davii s Heize)                                         | 2017             | —                | —                | N/A                 | Izvenalbumski singli     |
| "Wonder If" (Junhyung s Heize)                                       | 2017             | 18               | —                | - KOR: 128.096      | Izvenalbumski singli     |
| "It's Okay" (Kisum s Heize)                                          | 2018             | 73               | —                | N/A                 | Izvenalbumski singli     |
| "Only Me" (Davii s Heize)                                            | 2018             | —                | —                | N/A                 | Izvenalbumski singli     |
| "Blur" (Lee Moon-sae s Heize)                                        | 2018             | 86               | —                | N/A                 | Between Us               |
| "—" delo v tej državi ni bilo izdano oz. se ni uvrstilo na lestvice. |                  |                  |                  |                     |                          |

### Sodelovanje
| Naslov                                                               | Leto | Lestvice | Lestvice | Prodaja        | Album                 |
| Naslov                                                               | Leto | KOR      | US World | Prodaja        | Album                 |
| -------------------------------------------------------------------- | ---- | -------- | -------- | -------------- | --------------------- |
| "Don't Stop" (with various artists)                                  | 2015 | 3        | —        | - KOR: 155.244 | Non-album single      |
| "Lil' Something" (with Vibe and Chen)                                | 2016 | 13       | 17       | - KOR: 402,402 | S.M. Station Season 1 |
| "—" delo v tej državi ni bilo izdano oz. se ni uvrstilo na lestvice. |      |          |          |                |                       |

### Preostale pesmi
| Naslov                                          | Leto | Lestvice | Prodaja        | Album                   |
| Naslov                                          | Leto | KOR      | Prodaja        | Album                   |
| ----------------------------------------------- | ---- | -------- | -------------- | ----------------------- |
| "Me, Myself and I" (featuring Jessi & Wheesung) | 2015 | 19       | - KOR: 134,960 | Unpretty Rapstar 2      |
| "Don't Make Money" (featuring Chanyeol)         | 2015 | 43       | - KOR: 60,192  | Unpretty Rapstar 2      |
| "Dark Clouds" (feat. nafla)                     | 2017 | 12       | - KOR: 195,556 | /// (You, Clouds, Rain) |
| "rainin' with u"                                | 2017 | 64       | - KOR: 37,966  | /// (You, Clouds, Rain) |
| "Star" (Rain Ver.)                              | 2017 | 80       | - KOR: 32,643  | /// (You, Clouds, Rain) |
| "But, Are You?"                                 | 2018 | 13       | N/A            | Wind                    |
| "Wish You Well" (with Davii)                    | 2018 | 40       | N/A            | Wind                    |
| "Sorry"                                         | 2018 | 59       | N/A            | Wind                    |
| "Wind"                                          | 2018 | 93       | N/A            | Wind                    |

### Sodelovanja pri soundtrackih
| Naslov                                                               | Leto | Lestvice | Lestvice | Lestvice | Prodaja        | Album                                  |
| Naslov                                                               | Leto | KOR      | PHL      | US World | Prodaja        | Album                                  |
| -------------------------------------------------------------------- | ---- | -------- | -------- | -------- | -------------- | -------------------------------------- |
| "Did You Ride UFO?" (z Go Young-bae)                                 | 2016 | —        | —        | —        | N/A            | Don't Dare to Dream OST                |
| "Did You Ride UFO?" (akustična verzija)                              | 2016 | —        | —        | —        | N/A            | Don't Dare to Dream OST                |
| "Round and round" (z Han Soo-ji)                                     | 2017 | 4        | 82       | 4        | - KOR: 482,693 | Guardian: The Lonely and Great God OST |
| "Would Be Better"                                                    | 2017 | 22       | —        | —        | - KOR: 96,133  | Prison Playbook OST                    |
| "—" delo v tej državi ni bilo izdano oz. se ni uvrstilo na lestvice. |      |          |          |          |                |                                        |

### Glasbeni videospoti
| Naslov                       | Leto | Režiser                    | Sklic  |
| ---------------------------- | ---- | -------------------------- | ------ |
| "Lil Somethin'"              | 2016 | Jum Shim (HIT GUN ArtFilm) | [ 37 ] |
| "Shut Up & Groove"           | 2016 | Digipedi                   |        |
| "And July"                   | 2016 | Digipedi                   | [ 38 ] |
| "Star"                       | 2016 | Digipedi                   | [ 39 ] |
| "Don't Know You"             | 2017 | Digipedi                   | [ 40 ] |
| "You, Clouds, Rain"          | 2017 | Purple Straw Film          |        |
| "In the Time Spent With You" | 2017 | neznan                     |        |
| "Didn't Know Me"             | 2018 | Mustache Film              | [ 41 ] |
| "Jenga"                      | 2018 | Digipedi                   |        |
| "MIANHAE"                    | 2018 | Digipedi                   |        |
| "Jenga"                      | 2018 | Shin Hee-won (Oddity)      |        |
| Kot gostujoča izvajalka      |      |                            |        |
| "No Jam"                     | 2016 | neznan                     |        |
| "Wonder If"                  | 2017 | Tiger Cave                 | [ 42 ] |
| "Only Me"                    | 2018 | Digipedi                   |        |

## Filmografija

### Resničnostni šovi
| Leto | Naslov             | Vloga      | Program |
| ---- | ------------------ | ---------- | ------- |
| 2015 | Unpretty Rapstar 2 | Tekmovalka | Mnet    |

## Nagrade in nominacije
| Leto | Nagrada                          | Kategorija                         | Nominirano delo                       | Rezultat    |
| ---- | -------------------------------- | ---------------------------------- | ------------------------------------- | ----------- |
| 2017 | 6. Gaon Chart Music Awards       | Pesem leta – julij                 | "And July" (z. DEANom & DJ Friz)      | nominiran/a |
| 2017 | 6. Gaon Chart Music Awards       | Pesem leta – december              | "Star (저 별)"                        | nominiran/a |
| 2017 | 19. Mnet Asian Music Awards      | Pesem leta                         | "You, Clouds, Rain" (z Shin Yong-jae) | nominiran/a |
| 2017 | 19. Mnet Asian Music Awards      | Najboljši vokal – ženski solo      | "You, Clouds, Rain" (z Shin Yong-jae) | Osvojil/a   |
| 2017 | 19. Mnet Asian Music Awards      | Najboljša ženska glasbenica        | /                                     | nominiran/a |
| 2017 | 19. Mnet Asian Music Awards      | Najboljša hip hop in urbana glasba | "Don't Know You"                      | Osvojil/a   |
| 2017 | 9. Melon Music Awards            | Glasbenik leta                     | rowspan="4" /                         | nominiran/a |
| 2017 | 9. Melon Music Awards            | Top 10 glasbenikov                 | Osvojil/a                             |             |
| 2017 | 9. Melon Music Awards            | Kakao Hot Star Award               | nominiran/a                           |             |
| 2017 | 2. Sports DongA Awards           | 올해의 연금상                      | Osvojil/a                             |             |
| 2018 | 32. Golden Disc Awards           | Digital Daesang                    | "You, Clouds, Rain" (z Shin Yong-jae) | nominiran/a |
| 2018 | 32. Golden Disc Awards           | Digital Bonsang                    | "You, Clouds, Rain" (z Shin Yong-jae) | Osvojil/a   |
| 2018 | 32. Golden Disc Awards           | Nagrada za globalno popularnost    | rowspan="4" /                         | nominiran/a |
| 2018 | 27. Seoul Music Awards           | Bonsang Award                      | nominiran/a                           |             |
| 2018 | 27. Seoul Music Awards           | Nagrada za popularnost             | nominiran/a                           |             |
| 2018 | 27. Seoul Music Awards           | Hallyu Special Award               | nominiran/a                           |             |
| 2018 | 7. Gaon Chart Music Awards       | Pesem leta – junij                 | "Don't Know You"                      | nominiran/a |
| 2018 | 7. Gaon Chart Music Awards       | Pesem leta – junij                 | "You, Clouds, Rain" (z Shin Yong-jae) | nominiran/a |
| 2018 | 7. Gaon Chart Music Awards       | R&B odkritje leta                  | rowspan="2" /                         | Osvojil/a   |
| 2018 | 1. MBC Plus X Genie Music Awards | Glasbenik leta                     | nominiran/a                           |             |
| 2018 | 1. MBC Plus X Genie Music Awards | Pesem leta                         | "Jenga" (z Gaeko)                     | nominiran/a |
| 2018 | 1. MBC Plus X Genie Music Awards | Najboljši ženski vokal             | "Jenga" (z Gaeko)                     | Osvojil/a   |
| 2018 | 1. MBC Plus X Genie Music Awards | Najboljša ženska solo glasbenica   | rowspan="3" /                         | nominiran/a |
| 2018 | 1. MBC Plus X Genie Music Awards | Genie Music Popularity Award       | nominiran/a                           |             |
| 2018 | 10th Melon Music Awards          | Top 10 glasbenikov                 | nominiran/a                           |             |
| 2018 | 10th Melon Music Awards          | Naj rap/hip hop izvedba            | "Jenga" (z Gaeko)                     | nominiran/a |
| 2018 | 10th Melon Music Awards          | Best OST                           | "Would Be Better"                     | nominiran/a |
| 2018 | 20. Mnet Asian Music Awards      | Najboljša ženska glasbenica        | /                                     | nominiran/a |
| 2018 | 20. Mnet Asian Music Awards      | Najboljši solo vokalna izvedba     | "Didn't Know Me"                      | Osvojil/a   |
| 2018 | 20. Mnet Asian Music Awards      | Najboljša hip hop & urbana izvedba | "Jenga" (z Gaeko)                     | nominiran/a |
| 2018 | 1. Korea Popular Music Awards    | Najboljša balada                   | "Jenga" (z Gaeko)                     | nominiran/a |
| 2019 | 33. Golden Disc Awards           | Digital Bonsang                    | "Jenga" (z Gaeko)                     | nominiran/a |
| 2019 | 33. Golden Disc Awards           | Nagrada za popularnost             | rowspan="4" /                         | nominiran/a |
| 2019 | 28. Seoul Music Awards           | Bonsang Award                      | nominiran/a                           |             |
| 2019 | 28. Seoul Music Awards           | Nagrada za popularnost             | nominiran/a                           |             |
| 2019 | 28. Seoul Music Awards           | Hallyu Special Award               | nominiran/a                           |             |
| 2019 | 8. Gaon Chart Music Awards       | Pesem leta – marec                 | "Didn't Know Me"                      | nominiran/a |
| 2019 | 8. Gaon Chart Music Awards       | Pesem leta – marec                 | "Jenga" (z Gaeko)                     | nominiran/a |
| 2019 | 16. Korean Music Awards          | Najboljša pop pesem                | "Jenga" (z Gaeko)                     | nominiran/a |